# Pycnopogon fasciculatus
Pycnopogon fasciculatus là một loài ruồi trong họ Asilidae. Pycnopogon fasciculatus được Loew miêu tả năm 1847. Loài này phân bố ở vùng Cổ Bắc giới.